# Laroquevieille
Laroquevieille – miejscowość i gmina we Francji, w regionie Owernia-Rodan-Alpy, w departamencie Cantal.
Według danych na rok 1990 gminę zamieszkiwały 402 osoby, a gęstość zaludnienia wynosiła 26 osób/km² (wśród 1310 gmin Owernii Laroquevieille plasuje się na 467. miejscu pod względem liczby ludności, natomiast pod względem powierzchni na miejscu 617.).